# Bouhamza
Bouhamza (în arabă بوحمزة) este o comună din provincia Béjaïa, Algeria.
Populația comunei este de 9.123 de locuitori (2008).